# 신수 (고려)
신수(愼脩 또는 愼修: 미상~1101년 3월 16일(음력 2월 15일))는 송나라에서 고려로 귀화한 문신이다. 시호는 공헌(恭獻)이다.

## 생애
본래 송나라 카이펑 출신으로 문종 때 고려에 들어와 1068년(문종 22년)에 옥촉정(玉燭亭)에서 시험을 봤다.
1075년(문종 29년)에 시어사(侍御史)가 되었다. 최종 관직은 수사도(守司徒)·좌복야(左僕射)·참지정사(叅知政事)이다.
1101년(숙종 6년)에 사망했으며, 숙종이 사자를 보내 조문을 하고 제사를 지냈으며 공헌(恭獻)이라는 시호를 내려 주었다.
아들로는 신안지(愼安之)가 있다.

## 특기 사항
거창 신씨의 시조이다.

## 침고 자료
- 《고려사》